# گلوزرد باهاما
گلوزرد باهاما (نام علمی: Geothlypis rostrata) نام یک گونه از سرده زردگلو است.